# Carl Jänig

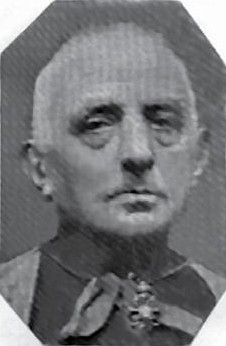
Carl Jänig (vor 1914)

Carl Jänig, auch Karl Jänig oder Karel Jaenig, (* 5. März 1835 in Zirnetschlag, Südböhmen; † 6. Oktober 1914 in Prag) war ein böhmischer römisch-katholischer Prälat.

## Leben und Wirken
Carl Jänig empfing nach seinem Philosophie- und Theologiestudium in Prag 1858 die Priesterweihe für das Erzbistum Prag. Von 1858 bis 1862 arbeitete er als Kaplan in Wildstein und in Graslitz. 1863 wurde er von Kardinal Friedrich zu Schwarzenberg zu höheren Studien der Kirchengeschichte und Christlichen Archäologie nach Rom geschickt, die er 1865 als Doktor des Kirchenrechts abschloss. Er gehörte seit 1862 als Kaplan dem Priesterkolleg von Santa Maria dell’ Anima an. Nach seiner Rückkehr aus Rom wurde er in das Prager Erzbischofskonsistorium berufen und war seit 1869 Sekretär des kirchlichen Hofes.
Aufgrund seiner umfangreichen Sprachkenntnisse, seines diplomatischen Verhaltens und seiner Erfahrung auf dem Gebiet der Kirchenpolitik wurde er von Kardinal Schwarzenberg 1870 zum Rektor des Campo Santo Teutonico, des exponierten deutschsprachigen Priesterkollegs im Vatikan und der historischen Erzbruderschaft, ernannt. 1872 erfolgte die Ernennung zum Prorektor und 1875 zum Rektor des Collegio Teutonico di Santa Maria dell’Anima in Rom. Er wurde zum apostolischen Protonotar, Prälaten ernannt und erhielt zahlreiche Auszeichnungen und galt als Bezugsperson der römischen Kurie mit dem tschechischen, österreichischen und deutschen Episkopats. 1887 wurde er jedoch vom österreichischen Kaiser seines Amtes enthoben. Die Amtsenthebung war begleitet von einer hitzigen Debatte und der Anschuldigung er wäre tschechischnational. 1889 kehrte er nach Prag zurück und wurde Administrator von St. Johannes von Nepomuk am Felsen.
Er beteiligte sich an der Renovierung des Prager Agnesklosters, der Kirche und Kloster St. Peter und Paul in der oberschlesischen Stadt Neisse, der Prager Kirchen Unserer Lieben Frau vom Schnee und St. Nepomuk am Felsen sowie von Kapellen in Motol, Suchdol, Rožmitál und Budweis. Für seinen umfangreichen Nachlass aus Bibliothek, einer Gemäldesammlung und einem literarischen Nachlass setzte er Josef Antonín Hůlka, Bischof von Budweis, ein. Jaenigs Korrespondenz mit den Büchern wurde im Kloster Strahov aufbewahrt.